# Angelo Pellegrino
Angelo Maria Pellegrino (Palermo, 2 agosto 1946) è un attore e scrittore italiano.

## Biografia
Nelle vesti di attore ha preso parte come caratterista a circa sessanta pellicole, soprattutto nel genere commedia all'italiana; dopo alcune esperienze di teatro d'avanguardia culminate nella regia di Marijuana in pinzimonio, scritta da Carlotta Wittig, ottenne la prima parte di rilievo nel film La nottata (1974) diretta da Tonino Cervi.
Accanto a molti film di serie B, ha sostenuto anche ruoli in film importanti come Novecento (Bernardo Bertolucci, 1976), Signore e signori, buonanotte (registi vari, 1976), Fantozzi contro tutti (Neri Parenti, 1980), Celluloide (Carlo Lizzani, 1995); è stato poi il commissario politico nel film Malèna (2000) diretto da Giuseppe Tornatore. Ha preso parte anche ad una puntata della fiction Distretto di Polizia (2001), nella parte di un bibliotecario.
Nel 2009 è nel cast del film di Ficarra e Picone La matassa, nel ruolo dell'amministratore dell'albergo dei due protagonisti.
Ha tradotto Lettera sulla felicità di Epicuro per le edizioni Stampa Alternativa - Collana Mille Lire, Le satire e le Epistole di Orazio, gli Epigrammi erotici di Marziale per la Bur Rizzoli; ha scritto Nel segreto di Palmarola, In Transiberiana, Piombo felicissimo (viaggio nel ventre di Palermo) per Stampa Alternativa.
Marito di Goliarda Sapienza, nel 1998 dopo 22 anni dalla fine della stesura e dopo due dalla morte di lei, ha curato personalmente la revisione e ha pubblicato (a proprie spese) un migliaio di copie del romanzo L'arte della gioia, prima che ottenesse successo e venisse tradotto in più lingue.  Scrive in seguito una biografia postuma, pubblicata da La Vita Felice: Ritratto di Goliarda Sapienza, tradotta in francese nel 2015. Nel 2022 pubblica per Giulio Einaudi Editore il memoir Goliarda, dedicato alla moglie.

## Filmografia

### Cinema

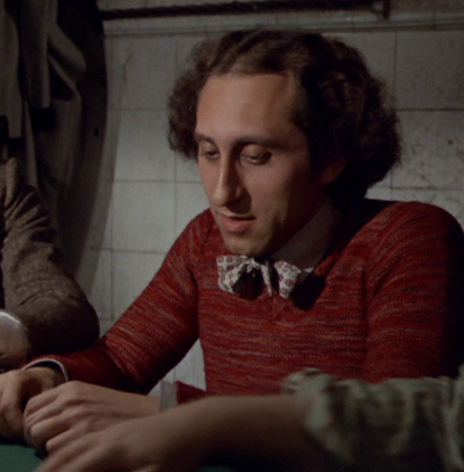
Angelo Pellegrino in Il piatto piange (1974)

- 4 marmittoni alle grandi manovre, regia di Marino Girolami (1974)
- Il piatto piange, regia di Paolo Nuzzi (1974)
- La nottata, regia di Tonino Cervi (1974)
- Di che segno sei?, regia di Sergio Corbucci (1975)
- Colpita da improvviso benessere, regia di Franco Giraldi (1975)
- Squadra antiscippo, regia di Bruno Corbucci (1976)
- La dottoressa sotto il lenzuolo, regia di Gianni Martucci (1976)
- Prima notte di nozze, regia di Corrado Prisco (1976)
- La dottoressa del distretto militare, regia di Nando Cicero (1976)
- Spogliamoci così senza pudor..., regia di Sergio Martino (1976)
- Chi dice donna dice donna, regia di Tonino Cervi (1976)
- 40 gradi all'ombra del lenzuolo, regia di Sergio Martino (1976)
- Novecento, regia di Bernardo Bertolucci (1976)
- Cattivi pensieri, regia di Ugo Tognazzi (1976)
- Signore e signori, buonanotte, regia di Ugo Pirro (1976)
- Il vizietto, regia di Édouard Molinaro (1978)
- Giallo napoletano, regia di Sergio Corbucci (1979)
- Assassinio sul Tevere, regia di Bruno Corbucci (1979)
- SuperAndy - Il fratello brutto di Superman, regia di Marino Girolami e Paolo Bianchini (1979)
- Tesoromio, regia di Giulio Paradisi (1979)
- Rag. Arturo De Fanti, bancario precario, regia di Luciano Salce (1980)
- Fantozzi contro tutti, regia di Neri Parenti e Paolo Villaggio (1980)
- Fico d'India, regia di Steno (1980)
- Il marito in vacanza, regia di Maurizio Lucidi (1981)
- Ad ovest di Paperino, regia di Alessandro Benvenuti (1981)
- Pierino medico della S.A.U.B., regia di Giuliano Carnimeo (1981)
- I carabbimatti, regia di Giuliano Carnimeo (1981)
- W la foca, regia di Nando Cicero (1982)
- La casa stregata, regia di Bruno Corbucci (1982)
- Zero in condotta, regia di Giuliano Carnimeo (1983)
- Favoriti e vincenti, regia di Salvatore Maira (1983)
- Delitto al Blue Gay, regia di Bruno Corbucci (1984)
- Io e il duce, regia di Alberto Negrin (1985)
- Le comiche 2, regia di Neri Parenti (1991)
- Senza pelle, regia di Alessandro D'Alatri (1994)
- Vacanze di Natale '95, regia di Neri Parenti (1995)
- Celluloide, regia di Carlo Lizzani (1996)
- Malèna, regia di Giuseppe Tornatore (2000)
- La matassa, regia di Ficarra e Picone e Giambattista Avellino (2009)

### Televisione
- Giandomenico Fracchia - Sogni proibiti di uno di noi, regia di Antonello Falqui (1975)
- Il fauno di marmo, regia di Silverio Blasi (1977)
- Il giorno dei cristalli, regia di Giacomo Battiato (1979)
- L'Achille Lauro - Viaggio nel terrore, regia di Alberto Negrin - film TV (1990)
- La vendetta, episodio di Il maresciallo Rocca, regia di Lodovico Gasparini (1996)
- Bonanno - La storia di un padrino, regia di Michel Poulette (1999)
- Distretto di Polizia – serie TV, episodio 2x01 (2001)

## Doppiatori italiani
- Michele Gammino in 4 marmittoni alle grandi manovre
- Angelo Nicotra in Di che segno sei?
- Manlio De Angelis in Squadra antiscippo
- Luciano De Ambrosis in Il vizietto
- Gigi Reder in Giallo napoletano